# 자유민주당 (1963년 대한민국)
자유민주당(自由民主黨)은 1963년 9월 3일에 창당하여 1964년 11월 26일에 민정당에 흡수합당되어 해산이 된 대한민국 중도보수정당이다.

## 참고 자료
- 자유민주당(두피디아)
- 자유민주당(한국브리태니커)[깨진 링크(과거 내용 찾기)]
- 자유민주당(한국민족문화대백과)[깨진 링크(과거 내용 찾기)]